# Вулиця На Сторожі
Вулиця На Сторожі — вулиця у Личаківському районі міста Львів, місцевість Великі Кривчиці (Кривчицька колонія). Пролягає від вулиці Кривчицька Дорога до вулиці Низової.
Прилучається вулиця Втіха.

## Історія та забудова
Вулиця прокладена на початку 1930-х років при будівництві Робітничої Кривчицької колонії. З 1933 року мала назву На Чатах. Сучасну назву (український варіант первісної польської назви) вулиця отримала у 1946 році.
Забудована одноповерховими конструктивістськими будинками 1930-х років, зведеними за типовими проєктами, та сучасними приватними садибами.